# مقاطعة فانين (تكساس)

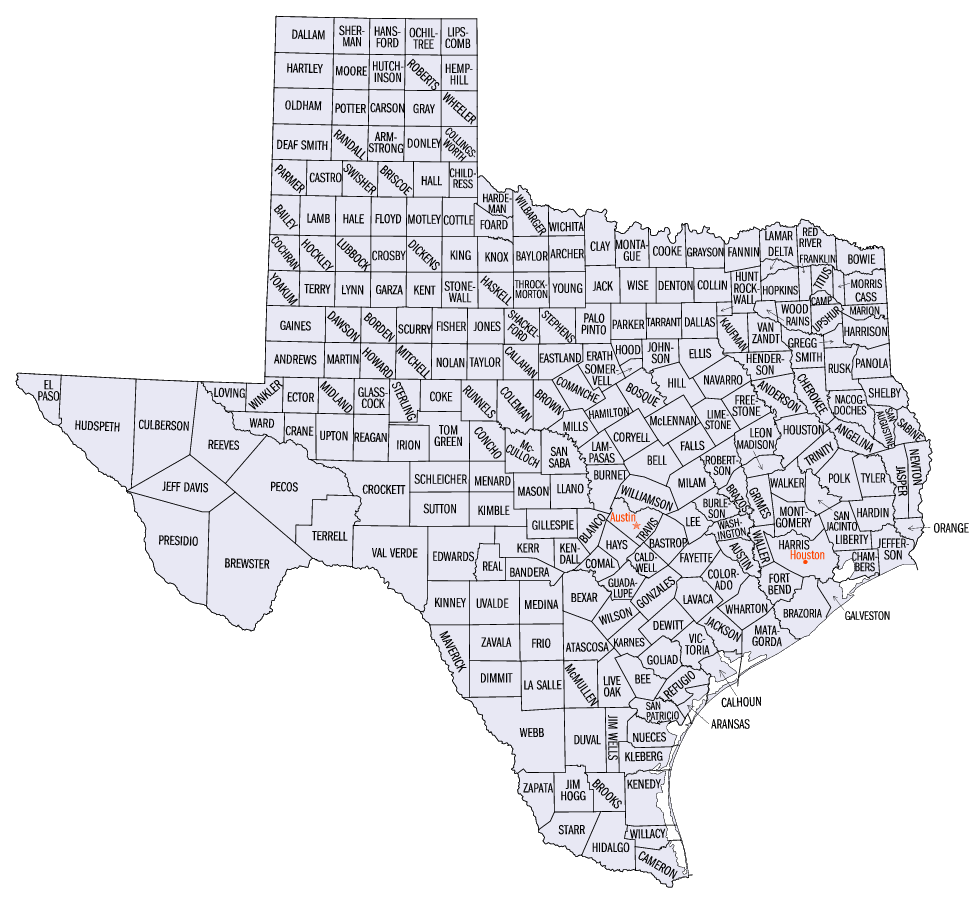
خارطة مقاطعات تكساس

مقاطعة فانين (بالإنجليزية: Fannin  County)‏ هي إحدى المقاطعات في ولاية تكساس، الولايات المتحدة الأمريكية، سميت بهذا الاسم نسبة إلى جيمس فانين القائد العسكري الذي الذي قاد مجموعة من أهالي تكساس الذين قتلوا في مذبحة جليد
مقر المقاطعة هي مدينة مقر المقاطعة بونهام 

1. ↑  تعداد الولايات المتحدة 2020، QID:Q23766566
2. ↑  مكتب تعداد الولايات المتحدة، المحرر (17 مارس 2022)، 2016–2020 American Community Survey، QID:Q111610221
3. ↑  GeoNames (بالإنجليزية), 2005, QID:Q830106
4. ↑  "Find a County". National Association of Counties. اطلع عليه بتاريخ 2011-06-07.